# Paprika Steen
Paprika Steen (Frederiksberg, 1964. november 3. –) dán színésznő, rendező.

## Élete és pályafutása
Frederiksbergben született, Niels Jørgen Steen zenész és karmester és Avi Sagild színésznő lányaként.
Az odensei színház színiskolájába tizenhárom alkalommal jelentkezett, mielőtt 1988-ban felvételt nyert. Ekkortól kezdett kisebb filmszerepeket is kapni, de a Dán Királyi Színházban is fellépett. 1998-tól aktív résztvevőjévé vált a Dogma mozgalomnak, ő az egyetlen színész, aki szerepelt az első három Dogma-filmben: Születésnap (r.: Thomas Vinterberg), Idióták (r.: Lars von Trier) és Mifune utolsó dala (r.: Søren Kragh-Jacobsen).
2002-ben az Oké című drámáért Európai Filmdíjra jelölték. Nagy sikert ért el még abban az évben Susanne Bier Hogy szeretsz? című rendezésében, melyben partnerei Mads Mikkelsen, Nikolaj Lie Kaas és Sonja Richter voltak. 2009-ben elnyerte a Karlovy Vary-i Nemzetközi Filmfesztivál legjobb színésznő díját a Tapsviharban nyújtott alakításáért.
Rendezői bemutatkozására 2004-ben került sor: a Lad de små børn egy fiatal házaspárról szól, akik kislányuk tragikus halálát próbálják feldolgozni. A film több fesztiválon is sikeres volt. Második produkciója a 2007-ben bemutatott Til døden os skiller című vígjáték volt.

## Fontosabb filmjei
- 2011 - Bor, tangó, kapufa (SuperClásico) - Anna
- 2009 - Tapsvihar (Applause) - Thea Barfoed
- 2005 - Ádám almái (Adams æbler) - Sarah Svendsen
- 2003 - Lopott Rembrandt (Rembrandt) - Charlotte
- 2002 - Hogy szeretsz? (Elsker dig for evigt) - Marie
- 2002 - Oké (Okay) - Nete
- 1999 - Mifune utolsó dala (Mifunes sidste sang) - Pernille
- 1998 - Idióták - (Idioterne) - Előkelő nő
- 1998 - Születésnap (Festen) - Helene

## Fordítás
- Ez a szócikk részben vagy egészben  a   Paprika_Steen című angol Wikipédia-szócikk fordításán alapul.  Az eredeti cikk szerkesztőit annak laptörténete sorolja fel. Ez a jelzés csupán a megfogalmazás eredetét és a szerzői jogokat jelzi, nem szolgál a cikkben szereplő információk forrásmegjelöléseként.